# Li Ronghua
Pour les articles homonymes, voir Li.
Dans ce nom chinois, le nom de famille, Li, précède le nom personnel.
Li Ronghua est une rameuse chinoise, née le 21 septembre 1956 à Wuhan.

## Palmarès

### Jeux olympiques
- 1988 à Séoul
  -  Médaille d'argent en quatre avec barreur
  -  Médaille de bronze en huit

### Jeux asiatiques
- 1986 à Séoul
  -  Médaille d'or en quatre avec barreur